# 鰻形擬長頜魚
鰻形擬長頜魚，為輻鰭魚綱骨舌魚目象鼻魚科的其中一種。廣泛分布於非洲的湖泊及河川，本魚頭部扁平，口端位，身體延長，體長可達150公分，背鰭軟條21-33枚;臀鰭軟條38-51枚，成魚偏愛棲息在具有大圓石的深水處，具有發電器官，用來偵測獵物，稚魚以無脊椎動物及甲殼類為食，成魚以魚類為食，繁殖期在雨季，可做為食用魚。